# Шо-Гайтс (Колорадо)
Шо-Гайтс (англ. Shaw Heights) — переписна місцевість (CDP) в США, в окрузі Адамс штату Колорадо. Населення — 5185 осіб (2020).

## Географія
Шо-Гайтс розташоване за координатами 39°51′27″ пн. ш. 105°2′21″ зх. д. / 39.85750° пн. ш. 105.03917° зх. д. (39.857530, -105.039085).  За даними Бюро перепису населення США в 2010 році переписна місцевість мала площу 1,82 км², з яких 1,81 км² — суходіл та 0,00 км² — водойми.

## Демографія
Згідно з переписом 2010 року, у переписній місцевості мешкало 5116 осіб у 1704 домогосподарствах у складі 1285 родин. Густота населення становила 2817 осіб/км².  Було 1764 помешкання (971/км²).
Расовий склад населення:
| - 72,5 % — білих - 6,2 % — азіатів - 1,1 % — корінних американців - 0,8 % — чорних або афроамериканців - 0,1 % — вихідців з тихоокеанських островів - 15,5 % — осіб інших рас |

До двох чи більше рас належало 3,8 %. Частка іспаномовних становила 36,7 % від усіх жителів.
За віковим діапазоном населення розподілялося таким чином: 25,6 % — особи молодші 18 років, 62,9 % — особи у віці 18—64 років, 11,5 % — особи у віці 65 років та старші. Медіана віку мешканця становила 35,0 року. На 100 осіб жіночої статі у переписній місцевості припадало 102,7 чоловіків;  на 100 жінок у віці від 18 років та старших — 103,8 чоловіків також старших 18 років.
Середній дохід на одне домашнє господарство  становив 67 955 доларів США (медіана — 59 258), а середній дохід на одну сім'ю — 73 649 доларів (медіана — 62 228). Медіана доходів становила 44 737 доларів для чоловіків та 37 500 доларів для жінок. За межею бідності перебувало 17,4 % осіб, у тому числі 28,9 % дітей у віці до 18 років та 7,9 % осіб у віці 65 років та старших.
Цивільне працевлаштоване населення становило 2517 осіб. Основні галузі зайнятості: освіта, охорона здоров'я та соціальна допомога — 17,4 %, науковці, спеціалісти, менеджери — 15,7 %, виробництво — 14,1 %, будівництво — 13,8 %.